# 上總川間站
上總川間站（日语：／ Kazusa-Kawama eki */?）是位於千葉縣市原市下矢田，小湊鐵道的小湊鐵道線車站。

## 車站構造
車站建於農田中的小車路旁。採用簡易車站模式運作，模式與飯給站相同，都是採用一座以鐵架、木板、鐵皮所建成、兼備候車亭功能的簡易站房，站房兩側及靠向月台方設有玻璃窗。車站入口設於中央，進站後，左右皆為候車空間，靠向出入口處的兩側牆壁設有嵌入式木製候車長櫈，前方通過開放式驗票口後即到達月台範圍。站外設有供男、女獨立使用的簡易式塑膠製洗手間各1個。

### 月台
只設有一個側式月台，以木板、木柱及水泥板所搭成，長度為約40米，有效長度為2輛。列車不可以在此交會。月台上除了站牌外，便沒有其他的月台設施。
列車到站時，往五井方向為右側上落；往上總中野方向為左側上落。
| 路線        | 方向 | 目的地                       |
| ----------- | ---- | ---------------------------- |
| ■小湊鐵道線 | 上行 | 上總牛久、五井方向           |
| ■小湊鐵道線 | 下行 | 里見、養老溪谷、上總中野方向 |

## 歷史
- 1953年4月1日：車站啟用。

## 使用狀況
以下為乘車人次變化列表：
| 乘車人次變化 | 乘車人次變化     | 乘車人次變化 |
| 年度         | 1日平均 乘車人次 | 參考資料     |
| ------------ | ---------------- | ------------ |
| 1986         | 91               | [ 統計 1 ]   |
|              |                  |              |
| 2007         | 9                | [ 統計 2 ]   |
| 2008         | 8                | [ 統計 3 ]   |
| 2009         | 8                | [ 統計 4 ]   |
| 2010         | 32               | [ 統計 5 ]   |
| 2011         | 57               | [ 統計 6 ]   |
| 2012         | 68               | [ 統計 7 ]   |
| 2013         | 60               | [ 統計 8 ]   |
| 2014         | 55               | [ 統計 9 ]   |
| 2015         | 62               | [ 統計 10 ]  |
| 2016         | 67               | [ 統計 11 ]  |
| 2017         | 64               | [ 統計 12 ]  |
| 2018         | 59               | [ 統計 13 ]  |
| 2019         | 56               | [ 統計 14 ]  |
| 2020         | 45               | [ 統計 15 ]  |
| 2021         | 42               | [ 統計 16 ]  |
| 2022         | 48               | [ 統計 17 ]  |

## 軼事

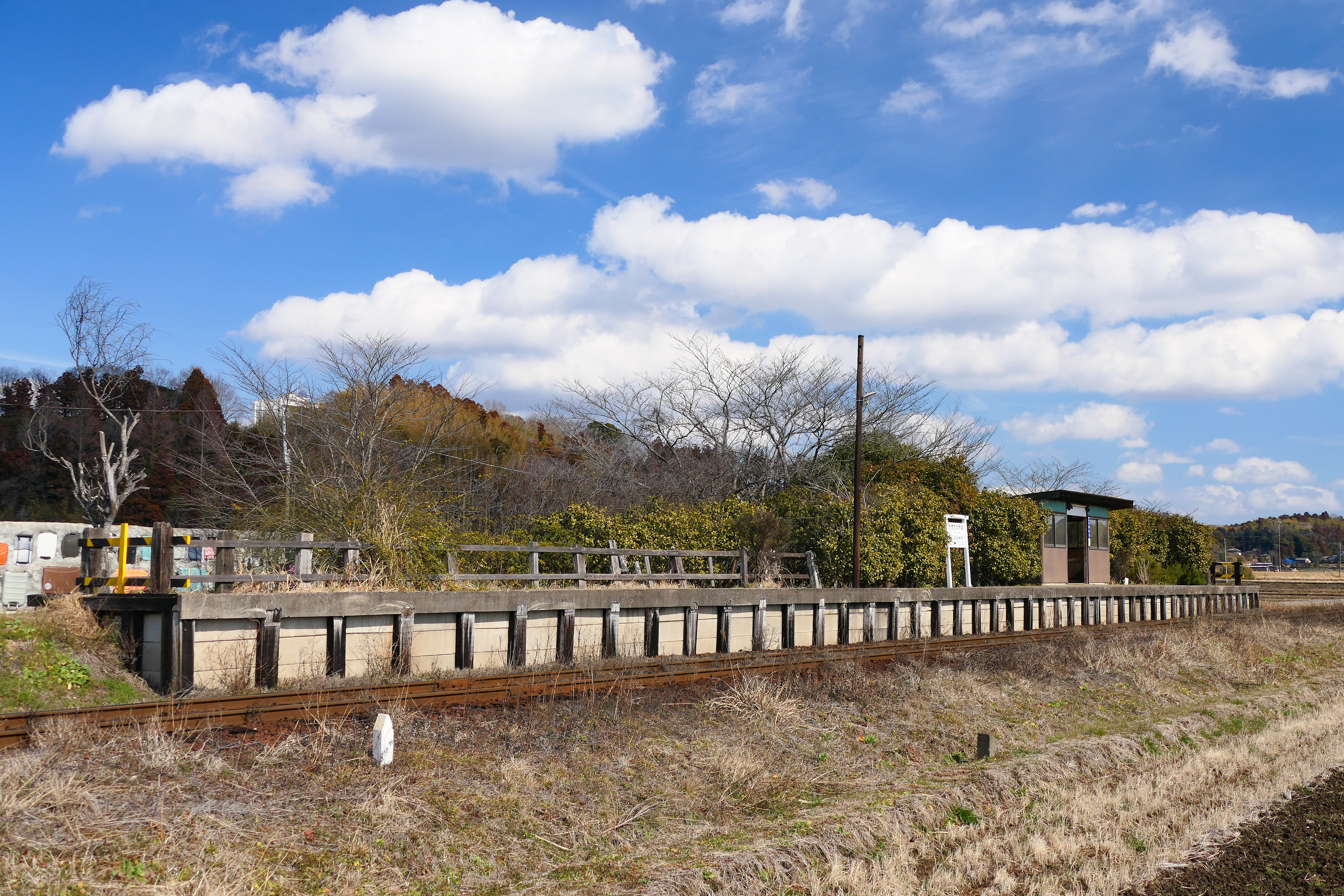
車站全景，左側月台後方為藝術裝置「行李箱之牆」（2024年2月）

為配合「房總里山藝術節 市原Art×Mix2020＋」，在站房右方設置了一件藝術裝置「行李箱之牆」（スーツケースの壁），由古巴藝術家尤安•卡波特所製作，原名稱為「懷舊」（Nostalgias）。他採用了80個搜集回來行李箱，再以水泥將它們秥合成為一幅長約15米的牆壁。部份行李箱會先注入水泥和磚塊入內，再直接砌上，其餘的會先把其中一邊拆出，待水泥凝固後，再把原來的一塊裝回。卡波特想以此藝術作品表達人類不斷地往各處移居的情懷，而每當到達一個目的地，舊的行李箱便會棄用；而當有新的旅程時，又會有新的行李箱投入使用。
藝術裝置亦是少數在展覽後獲得保留的作品。

## 相鄰車站
小湊鐵道
■小湊鐵道線
■房總里山Torocco、□觀光急行
通過
■普通
上總牛久－上總川間－上總鶴舞

### 統計資料
1. ↑  千葉縣統計年鑑（昭和63年） （页面存档备份，存于）（日語）
2. ↑  千葉縣統計年鑑（平成20年） （页面存档备份，存于）（日語）
3. ↑  千葉縣統計年鑑（平成21年） （页面存档备份，存于）（日語）
4. ↑  千葉縣統計年鑑（平成22年） （页面存档备份，存于）（日語）
5. ↑  千葉縣統計年鑑（平成23年） （页面存档备份，存于）（日語）
6. ↑  千葉縣統計年鑑（平成24年） （页面存档备份，存于）（日語）
7. ↑  千葉縣統計年鑑（平成25年） （页面存档备份，存于）（日語）
8. ↑  千葉縣統計年鑑（平成26年） （页面存档备份，存于）（日語）
9. ↑  千葉縣統計年鑑（平成27年） （页面存档备份，存于）（日語）
10. ↑  千葉縣統計年鑑（平成28年） （页面存档备份，存于）（日語）
11. ↑  千葉縣統計年鑑（平成29年） （页面存档备份，存于）（日語）
12. ↑  千葉縣統計年鑑（平成30年） （页面存档备份，存于）（日語）
13. ↑  千葉縣統計年鑑（令和元年） （页面存档备份，存于）（日語）
14. ↑  .   [2025-04-19]. （原始内容存档于2023-07-25）.
15. ↑  千葉縣統計年鑑（令和3年），11 運輸・通信—111民鉄等駅別1日平均運輸状況（2020(令和2)年度）
16. ↑  千葉縣統計年鑑（令和4年），11 運輸・通信—111民鉄等駅別1日平均運輸状況（2021(令和3)年度）
17. ↑  .   [2025-04-19]. （原始内容存档于2025-01-27）.

## 外部連結
- 小湊鐵道上總川間站（页面存档备份，存于）（日語）